# Староречье (посёлок)
Староречье — посёлок в Устюженском районе Вологодской области.
Входит в состав Лентьевского сельского поселения (с 1 января 2006 года по 11 января 2007 года входил в Моденское сельское поселение), с точки зрения административно-территориального деления — в Моденский сельсовет.
Расположен на левом берегу реки Молога. Расстояние до районного центра Устюжны по автодороге — 42 км, до центра муниципального образования деревни Лентьево  по прямой — 22 км. Ближайшие населённые пункты — Глины, Зимник, Колоколец.
Население по данным переписи 2002 года — 1 человек.

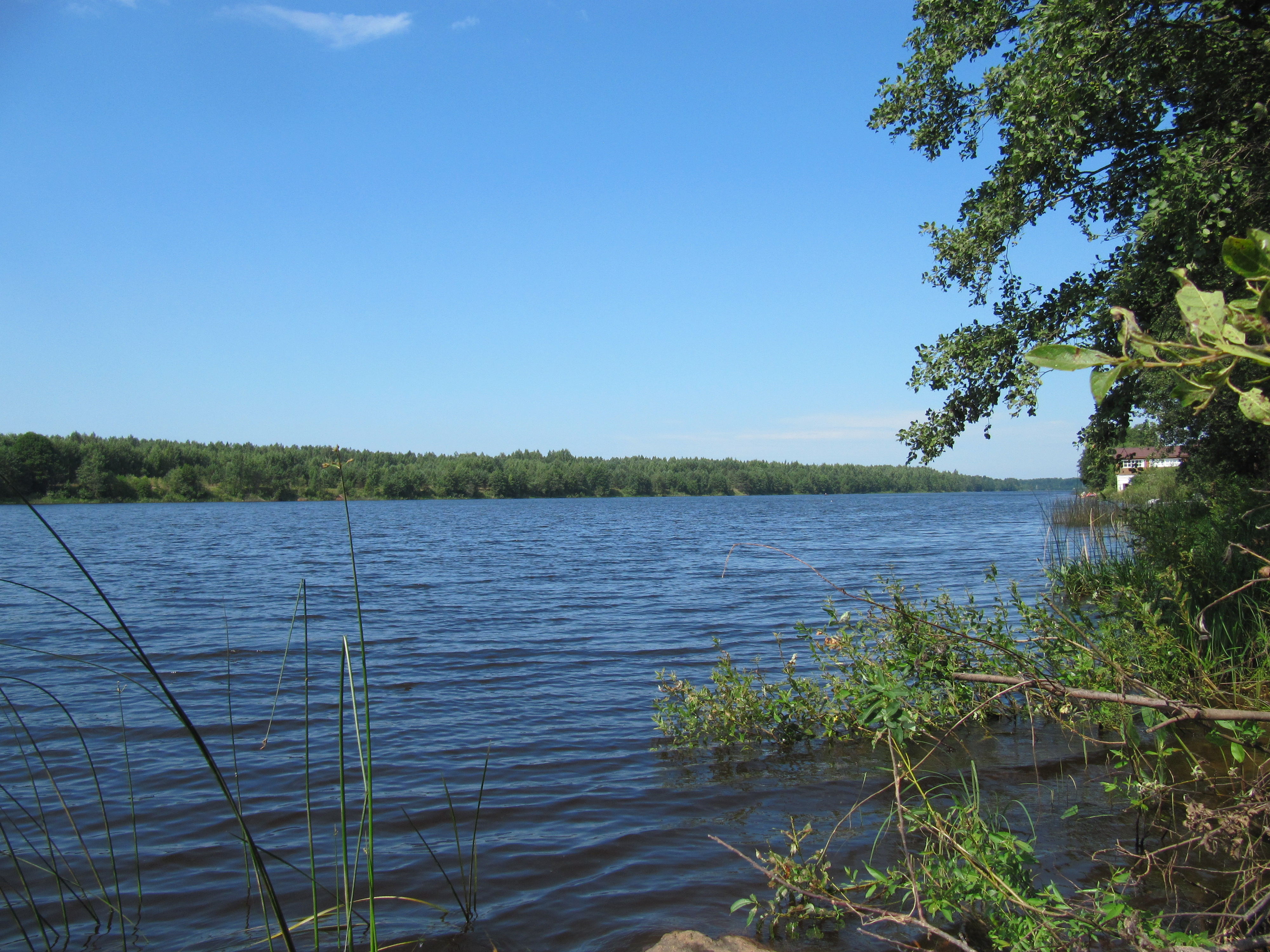
Река Молога в посёлке Староречье